# Jan Kiliński
Jan Kiliński (1760-1819) a fost participant și unul din conducătorii răscoalei polonezilor din 1794 de la Varșovia. Din 1788 — maistru al breslei cizmarilor, din 1791 — consilier al magistrului din Varșovia; conducător al unui regiment de voluntari în timpul răscoalei. După reprimarea revoltei, împreună cu Tadeusz Kościuszko, a fost întemnițat în fortăreața Petru și Pavel din Sankt Petersburg. Eliberat în anul 1796.
Monumentul lui Jan Kiliński, realizat de sculptorul S. Jackowski, se află în preajma Pieței Orașului Vechi din Varșovia.